# Diadelia apicefusca
Diadelia apicefusca là một loài bọ cánh cứng trong họ Cerambycidae.